# Nederlands kampioenschap basketbal dames
Onderstaande lijst geeft een overzicht van alle landskampioenen in het Nederlands damesbasketbal sinds 1951.
Tot en met 1958/1959 werd de winnaar bepaald door het houden nationaal van een kampioenschapstoernooi waaraan de kampioenen van verschillende districtcompetities in het land meededen. Vanaf 1959/1960 werd een competitie gehouden in 2 afdelingen waarna een kampioenschapscompetitie volgde. Met ingang van het seizoen 1962/1963 kreeg ook het damesbasketbal een eredivisie, de winnaar van deze competitie is landskampioen.

## Landskampioenen
| - 1951 Westerkwartier Amsterdam - 1952 Blue Stars Diemen - 1953 Blue Stars Diemen - 1953/1954 Blue Stars Diemen - 1954/1955 Blue Stars Diemen - 1955/1956 Blue Stars Diemen - 1956/1957 Blue Stars Diemen - 1957/1958 Blue Stars Diemen - 1958/1959 Blue Stars Diemen - 1959/1960 Landlust Amsterdam - 1960/1961 AMVJ Amsterdam - 1961/1962 Blue Stars Diemen - 1962/1963 Blue Stars Diemen - 1963/1964 Blue Stars Diemen - 1964/1965 AMVJ Amsterdam - 1965/1966 Blue Stars Diemen - 1966/1967 AMVJ Amsterdam - 1967/1968 AMVJ Amsterdam - 1968/1969 Blue Stars Diemen - 1969/1970 AMVJ Amsterdam - 1970/1971 Fiat Stars Diemen - 1971/1972 Fiat Stars Diemen - 1972/1973 Fiat Stars Diemen - 1973/1974 Gerard de Lange BC Amsterdam - 1974/1975 Gerard de Lange BC Amsterdam - 1975/1976 Gerard de Lange BC Amsterdam | - 1976/1977 Disco Dancers Rotterdam-Zuid - 1977/1978 Radio Musette Rotterdam-Zuid - 1978/1979 BOB Oud-Beijerland - 1979/1980 Delta Lloyd Amsterdam - 1980/1981 Delta Lloyd Amsterdam - 1981/1982 BV Amstelveen - 1982/1983 BV Amstelveen - 1983/1984 BV Amstelveen - 1984/1985 Doppeldouche Den Helder - 1985/1986 Sportlife Canadians Amsterdam - 1986/1987 BV Hoofddorp - 1987/1988 HOI Den Helder - 1988/1989 HOI Den Helder - 1989/1990 Amiga Den Helder - 1990/1991 Amiga Den Helder - 1991/1992 Festo BV Voorburg - 1992/1993 Texim Tonego Haaksbergen - 1993/1994 Texim Tonego Haaksbergen - 1994/1995 Tonego '65 Haaksbergen - 1995/1996 Rapid Service Den Helder - 1996/1997 Dr. Foots Lieshout - 1997/1998 NUVA Den Helder - 1998/1999 NUVA Den Helder - 1999/2000 NUVA Den Helder - 2000/2001 Sneekhout Lions Landsmeer - 2001/2002 Perik Jumpers Tubbergen | - 2002/2003 BV Lely Amsterdam - 2003/2004 BV Den Helder - 2004/2005 BV Den Helder - 2005/2006 Yellow Bike Den Helder - 2006/2007 ProBuild Lions Landsmeer - 2007/2008 Yellow Bike Den Helder - 2008/2009 HLB Accountants Den Helder - 2009/2010 ProBuild Lions Landsmeer - 2010/2011 Wereldtickets.nl Leiderdorp - 2011/2012 ProBuild Lions Landsmeer - 2012/2013 Loon Lions Landsmeer - 2013/2014 CBV Binnenland - 2014/2015 Lekdetec.nl Batouwe Bemmel - 2015/2016 Loon Lions Landsmeer - 2016/2017 Lekdetec.nl Batouwe Bemmel - 2017/2018 Solar-Systemen Grasshoppers - 2018/2019 Solar-Systemen Grasshoppers - 2019/2020 Geen kampioen - 2020/2021 Dozy BV Den Helder - 2021/2022 Den Helder SUNS - 2022/2023 Sportiff Grasshoppers - 2023/2024 Sportiff Grasshoppers - 2024/2025 GBI Van Dijk Grasshoppers |

## Titels per club
| Club                        | Plaats                | Titels | Jaren (1951-2024)                                                                                                |
| --------------------------- | --------------------- | ------ | --- |
| Blue Stars                  | Diemen                | 19     | 1952, 1953, 1954, 1955, 1956, 1957, 1958, 1959, 1962, 1963, 1964, 1966, 1969, 1971, 1972, 1973, 1974, 1975, 1976 |
| BV Den Helder               | Den Helder            | 16     | 1985, 1988, 1989, 1990, 1991, 1996, 1998, 1999, 2000, 2004, 2005, 2006, 2008, 2009, 2021, 2022                   |
| Loon Lions                  | Landsmeer             | 6      | 2001, 2007, 2010, 2012, 2013, 2016                                                                               |
| AMVJ                        | Amsterdam             | 5      | 1961, 1965, 1967, 1968, 1970                                                                                     |
| Grasshoppers                | Katwijk               | 5      | 2018, 2019, 2023, 2024, 2025                                                                                     |
| Landlust                    | Amsterdam             | 4      | 1960, 1980, 1981, 1986                                                                                           |
| BV Amstelveen               | Amstelveen            | 3      | 1982, 1983, 1984                                                                                                 |
| Tonego '65                  | Haaksbergen           | 3      | 1993, 1994, 1995                                                                                                 |
| Rotterdam-Zuid              | Rotterdam             | 2      | 1977, 1978 |
| Batouwe                     | Lingewaard            | 2      | 2015, 2017 |
| Westerkwartier              | Amsterdam             | 1      | 1951 |
| BOB                         | Oud-Beijerland        | 1      | 1979 |
| BV Hoofddorp                | Haarlemmermeer        | 1      | 1987 |
| Festo BV Voorburg           | Leidschendam-Voorburg | 1      | 1992 |
| Basketballclub Lieshout     | Laarbeek              | 1      | 1997 |
| Perik Jumpers Tubbergen     | Tubbergen             | 1      | 2002 |
| BV Lely                     | Amsterdam             | 1      | 2003 |
| Wereldtickets.nl Leiderdorp | Leiderdorp            | 1      | 2011 |
| CBV Binnenland              | Barendrecht           | 1      | 2014 |